# غراهام رينولدز (موسيقي)
غراهام رينولدز (بالإنجليزية: Graham Reynolds)‏ هو موسيقي أمريكي، ولد في 5 مارس 1971 في فرانكفورت في ألمانيا.

## وصلات خارجية
- الموقع الرسمي
- غراهام رينولدز على موقع IMDb (الإنجليزية)
- غراهام رينولدز على موقع ميوزك برينز (الإنجليزية)
- غراهام رينولدز على موقع أول ميوزيك (الإنجليزية)
- غراهام رينولدز على موقع أول ميوزيك (الإنجليزية)
- غراهام رينولدز على موقع ديسكوغز (الإنجليزية)
- غراهام رينولدز على موقع قاعدة بيانات الفيلم (الإنجليزية)